# لوروا جونسون (عسكري)
لوروا جونسون (بالإنجليزية: Leroy Johnson)‏ هو عسكري أمريكي، ولد في 6 ديسمبر 1919 في مقاطعة إيفانغلين في الولايات المتحدة، وتوفي في 15 ديسمبر 1944 في الفلبين.